# Johann Lorenz Zimmermann

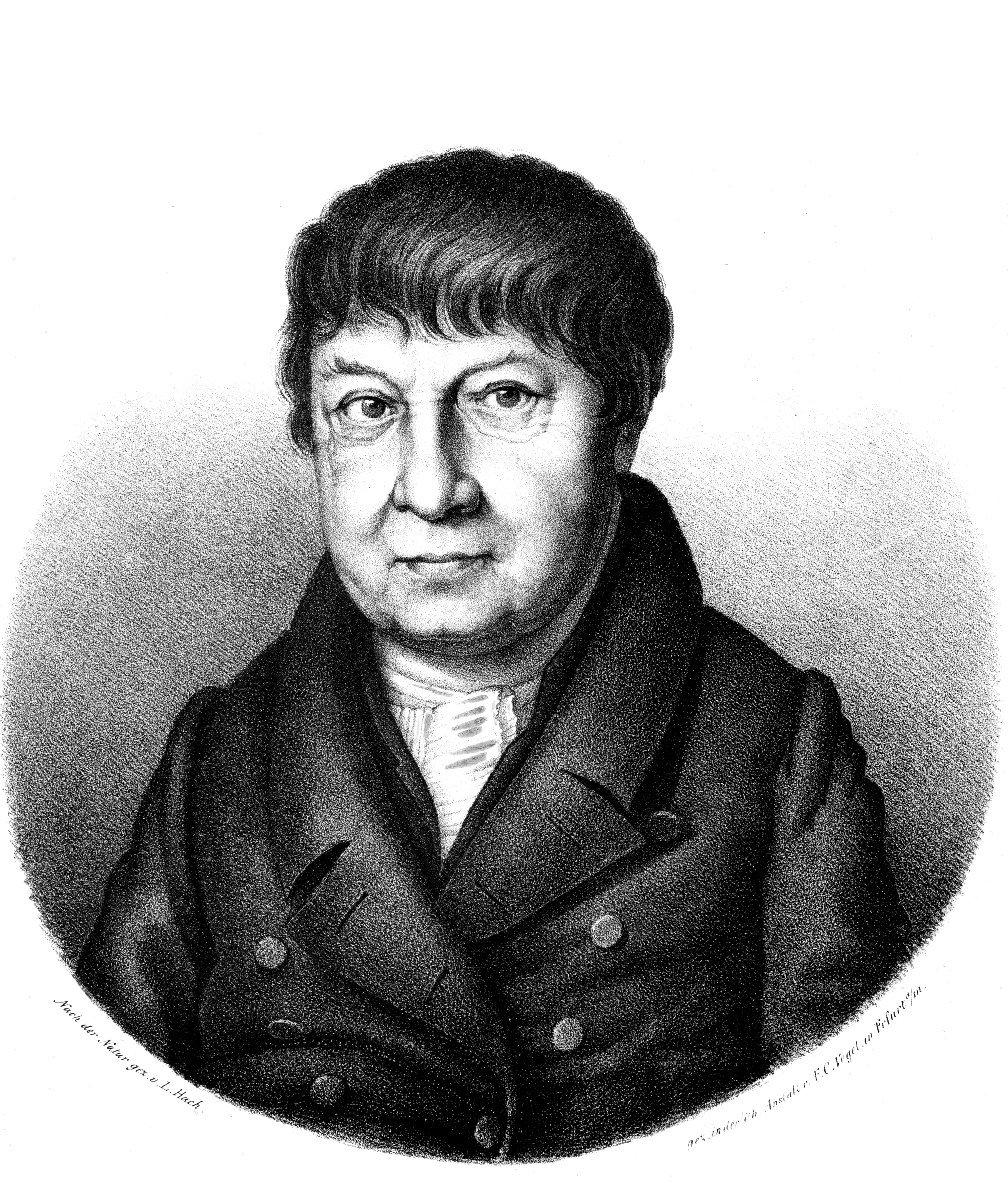
Porträt von Friedrich Carl Vogel erstellt, um 1830

Johann Lorenz Zimmermann (auch Lorenz Zimmermann; * 27. November 1762 in Kassel; † 11. Februar 1834 in Marburg) war ein deutscher reformierter Theologe und Hochschullehrer.

## Leben
Zimmermann war Sohn des Zyriakus Zimmermann, eines Registrators beim Bergwerkskollegium. Er absolvierte das Lyzeum in Kassel und wurde zu Ostern 1780 an der Universität Marburg immatrikuliert. Zugleich erhielt er dort ein Stipendium. Er absolvierte ein Studium der Philosophie und Theologie. Am 14. Dezember 1784 übernahm er das Amt des Stipendiatenmajors in Marburg. Dieses Amt hatte er bis zum 24. Februar 1789 inne. 1785 ließ er sich außerdem als Predigtamtskandiat beim Marburger Konsistorium aufnehmen. Allerdings bewegte er sich weiter im universitären Kontext und bemühte sich um eine akademische Laufbahn. Zugleich sorgte er als Hauslehrer bei Marburger Familien für seinen Lebensunterhalt.
Zimmermann wurde am 24. Februar 1787 als Privatdozent an der Marburger Universität aufgenommen. Er las unter anderem auch Hebräisch. Seine Promotion zum Doktor der Philosophie erfolgte dort am 3. Februar 1789. Am 24. Februar des gleichen Jahres erhielt er eine Stelle als außerordentlicher Professor der Theologie, insbesondere für Exegese des Alten und des Neuen Testaments, und im Juni des Jahres die Stelle als ordentlicher Professor der Theologie an der Hohen Landesschule in Hanau. Zimmermann kehrte im August 1792 als dritter ordentlicher Professor der Theologie an die Theologische Fakultät der Universität Marburg zurück. Zugleich wurde er Ephorus der Hessischen Stipendiatenanstalt. Am 10. November 1797 wurde ihm der Doktor der Theologie ehrenhalber verliehen. Im Juni 1815 erfolgte die Beförderung zum zweiten ordentlichen Professor der Theologie.
Zimmermann, der als friedfertiger Hochschullehrer galt, stand 1801, 1804, 1807, 1810, 1813, 1814, 1816, 1819, 1822, 1826, 1829 und 1833 als Dekan der Theologischen Fakultät sowie von Januar bis September 1802 als Prorektor der Universität vor. Des Amtes als Leiter der Universität wurde er am 24. September 1802 aufgrund einer Ehescheidung enthoben.

## Werke (Auswahl)
- Commentatio De Vi Atqve Sensv Phraseos Dikaiosynēs Theu Novi Testamenti Cvm Exegesi Locorvm Hvc Pertinentivm, Marburg 1789.
- De Vi atque sensu formulae..., Elwert, Marburg 1833.